# FC Helvetia 02 Frankfurt
FC Helvetia 02 Frankfurt was een Duitse voetbalclub uit Frankfurt am Main, meer bepaald uit het stadsdeel Bockenheim.

## Geschiedenis
De club werd opgericht in 1902 als FK Helvetia 02 Bockenheim. In 1903 schreef de club zich in voor de Westmaincompetitie, maar trok zich in laatste instantie terug. In 1919 werd de club een onderdeel van de Bockenheimer Turngesellschaft en speelde als DJK Helvetia 02 Bockenheim. Voor het eerst speelde de club nu in de hoogste afdeling, de Noordmaincompetitie. Na twee seizoenen in de middenmoot werd de competitie ondergebracht in de grotere Maincompetitie. De competitie bestond uit vier reeksen die over twee seizoenen teruggebracht werd naar één reeks. In het eerste seizoen werd Helvetia tweede in zijn groep achter Frankfurter FC Germania 1894. Ook in 1922/23 werd de club tweede, nu achter FSV Frankfurt. In het eerste gezamenlijke seizoen werd de club vierde. 
In 1924 besliste de Deutsche Turnerschaft dat voetbalclubs en turnclubs niet meer onder eenzelfde dak mochten huizen waardoor de voetbalafdeling terug zelfstandig werd onder de naam FC Helvetia 02 Frankfurt. Na nog een derde plaats werd de club laatste in 1925/26.
Doordat de competitie uitbreidde degradeerde de club niet. Wel besloten ze te fuseren met VfR 01 Frankfurt, dat in de tweede klasse speelde. VfR was zelf een fusieproduct uit 1919 met de bedoeling een grote club te worden, maar de club overleefde de schiftingen niet toen de Maincompetitie ingekrompen werd. De club nam de naam SG Rot-Weiß 01 Frankfurt. 